# 威爾福德 (伊利諾伊州)
威爾福德（英語：Willeford）是位於美國伊利諾伊州威廉森縣的一個非建制地區。該地的面積和人口皆未知。

## 地理
威爾福德的座標為37°39′22″N 88°51′06″W / 37.65611°N 88.85167°W，而該地的平均海拔高度為134米（即440英尺）。